# Wapen van Court-Saint-Étienne

Wapen van Court-Saint-Étienne.

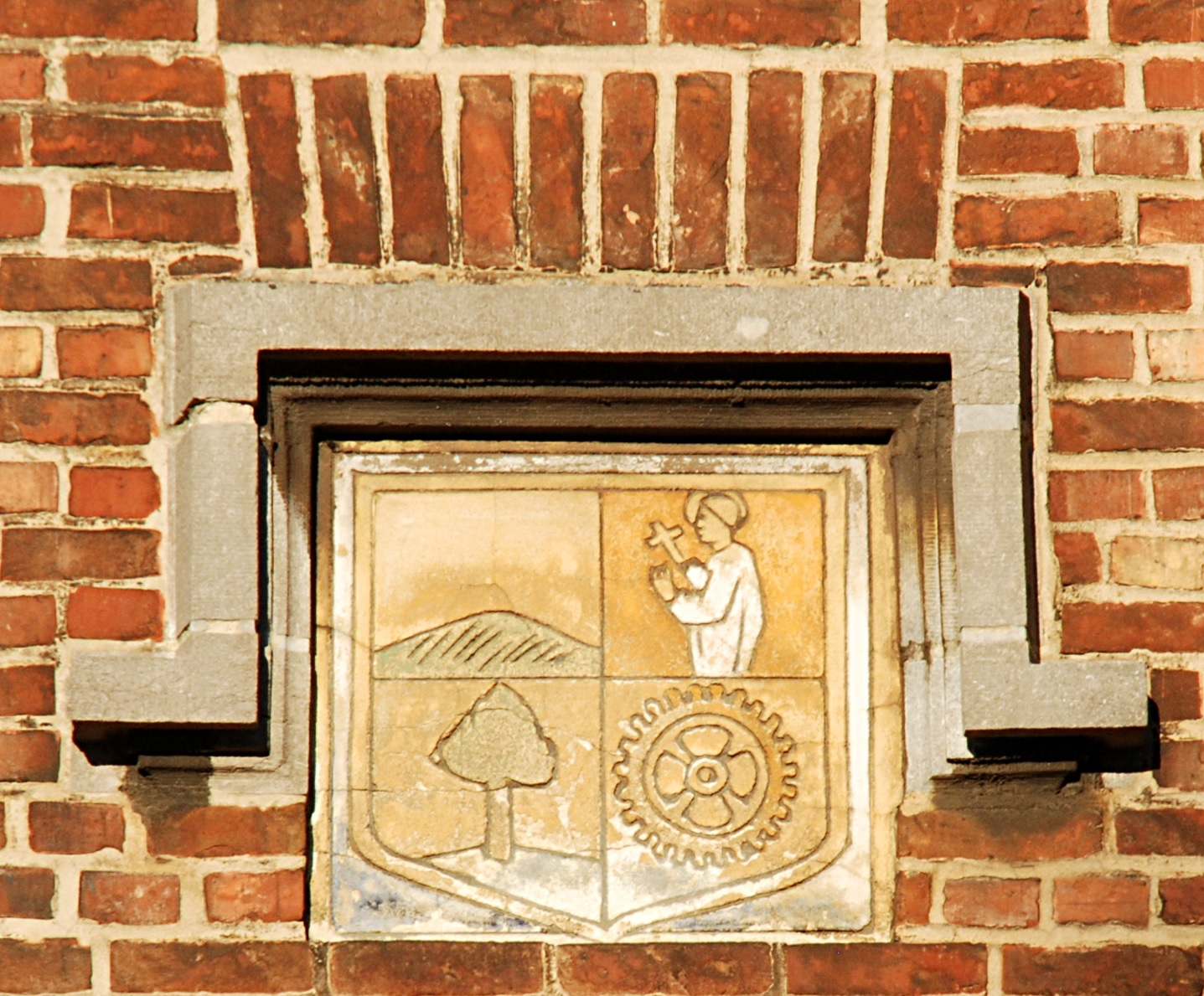
Het wapen van Court-Saint-Étienne op het station Court-Saint-Étienne.

Het wapen van Court-Saint-Étienne is het heraldisch wapen van de Waals-Brabantse gemeente Court-Saint-Étienne. Dit wapen werd op 3 maart 1914 bij Koninklijk Besluit aan de gemeente Court-Saint-Étienne toegekend.

## Geschiedenis
Het gevierendeelde gemeentewapen van Court-Saint-Étienne naar het verleden van de gemeente: de heuvel in het eerste kwartier verwijst naar de tumuli, waarvan zijn sporen zijn teruggevonden die teruggaan tot 3000 v.Chr. (kerkhof van Court-Saint-Étienne), de afbeelding van Sint-Stefanus (Saint-Etienne) in het tweede kwartier verwijst dan weer naar het feit dat rond 1200 door Bernardus van Clairvaux uitgezonden monniken zich in de vallei van de Thyle zouden vestigen en de eerste kerk in Court aan Sint-Stefanus zouden wijden en aan wie de gemeente ook haar naam ontleent (reeds in 1218 vindt men de naam "Curtis Sancti Stephani" terug), het derde kwartier verwijst naar de "l'Arbre de la Justice" ("de Boom van de Gerechtigheid") genoemde plaats in de deelgemeente Sart-Messire-Guillaume, die herinnerde aan het feit dat Antoine de Terremonde (Antoon van Dendermonde) hier de hoge jurisdictie had, terwijl in het vierde kwartier ten slotte het tandrad de verzinnebeelding van de industrie in de regio is (metaalgieterijen, katoenspinnerij, meelfabrieken), waarbij de talrijke watervallen aan de basis lagen van de metallurgische activiteiten, met als hoogtepunt de activiteiten van de Usines Émile Henricot.

## Blazoenering
Het wapen heeft de volgende blazoenering:
Ecartelé: au 1 d'argent à un mont de sinople, mouvant de la pointe, au 2 d'or au saint Etienne habillé d'azur, la figure et les mains de carnation, issant de la pointe, au 3 d'argent à un arbre de sinople, terrassé du même, au 4 de sable à une roue d'engrenage d'or.
Gevierendeeld, 1, in zilver een uit de deellijn oprijzende berg van sinopel; 2, in goud een van de deellijn uitkomende Sint Stephanus, gekleed van azuur, met aangezicht en handen van natuurlijke kleur; 3, in zilver een geplante boom van sinopel; 4, in sabel een tanwiel van goud.— Koninklijk Besluit van 3 maart 1914.